# 竜王インターチェンジ
竜王インターチェンジ（りゅうおうインターチェンジ）は、滋賀県蒲生郡竜王町大字小口にある名神高速道路のインターチェンジである。

## 概要
近江八幡市、野洲市、湖南市および甲賀市の最寄りインターチェンジの一つでもある。下り方面（西宮方面）の栗東ICの渋滞解消を目的に設置された。
当IC付近では、大型連休（ゴールデンウィーク・お盆・年末年始）には渋滞が発生するポイントとなっている。

## 歴史
- 1981年（昭和56年）8月28日 - 名神高速道路の八日市IC - 栗東IC間にインターチェンジを新設（追加インターチェンジ）、供用開始[1]。
- 2013年（平成25年）12月22日 - 蒲生SIC併用開始に伴い、当IC番号を「29-2」に変更。

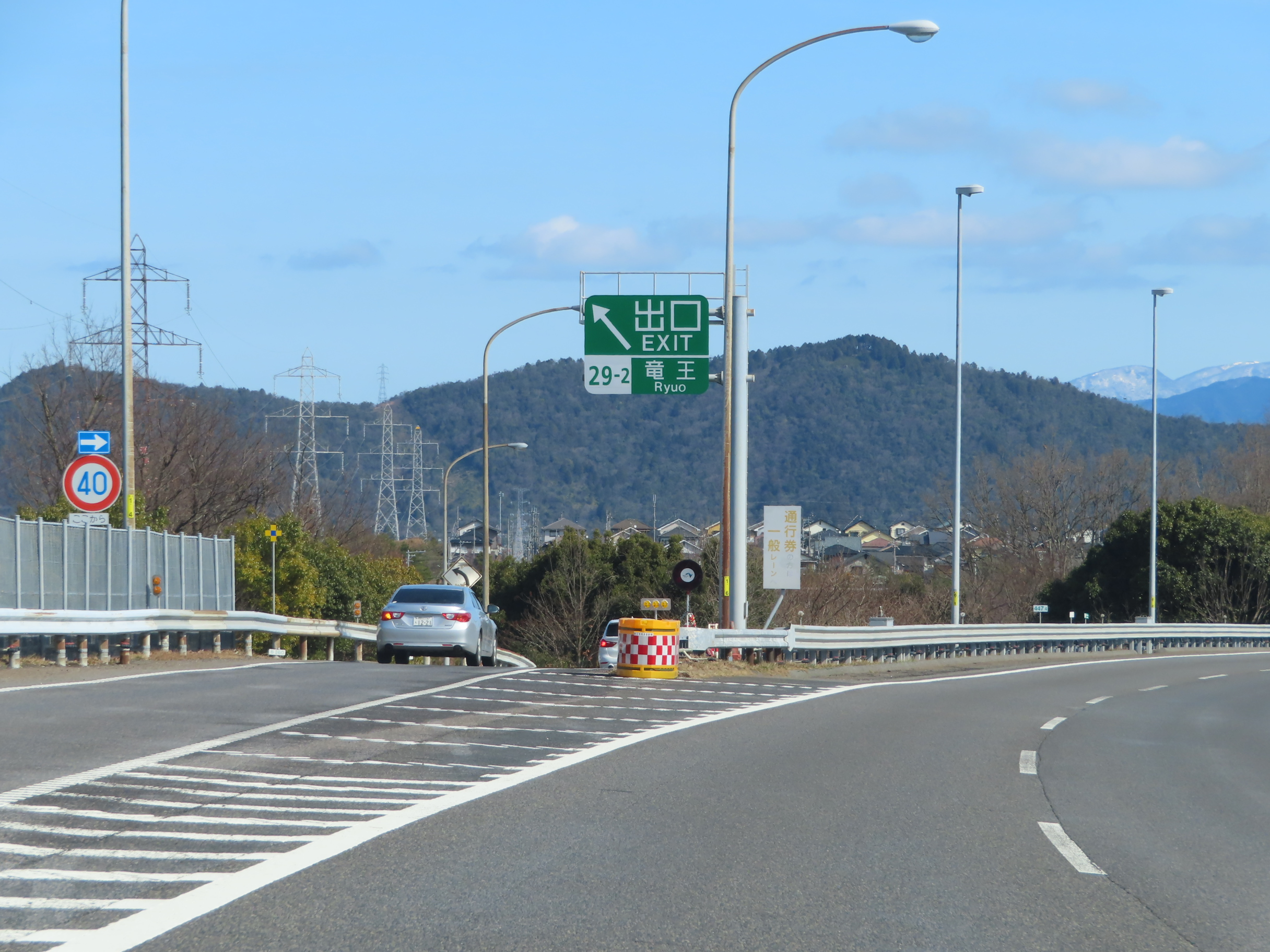
上り線の出口

- - 蒲生SICが当ICから起点寄り（小牧方面）に設置されたためである。

## 道路
- 名神高速道路（29-2番）

## 接続道路
- 国道477号

※ただし、出口案内標識では477号は記載されておらず、やや距離のある国道1号と国道8号に接続するように書かれている。

## 料金所
- ブース数：8

### 入口
- ブース数：3
  - ETC専用：2
  - 一般：1

### 出口
- ブース数：5
  - ETC専用：2
  - 一般：3

## 周辺
- 三井アウトレットパーク 滋賀竜王
- 竜王町総合運動公園（竜王ドラゴンハット）
- 滋賀県立希望が丘文化公園
- 道の駅アグリパーク竜王
- ダイハツ工業滋賀（竜王）工場

## 隣
E1 名神高速道路
(29) 八日市IC - 黒丸PA/スマートIC（スマートICは事業中） - (29-1) 蒲生スマートIC - (29-2) 竜王IC - 菩提寺PA - (29-3) 栗東湖南IC - (30) 栗東IC